# Tseng Labs

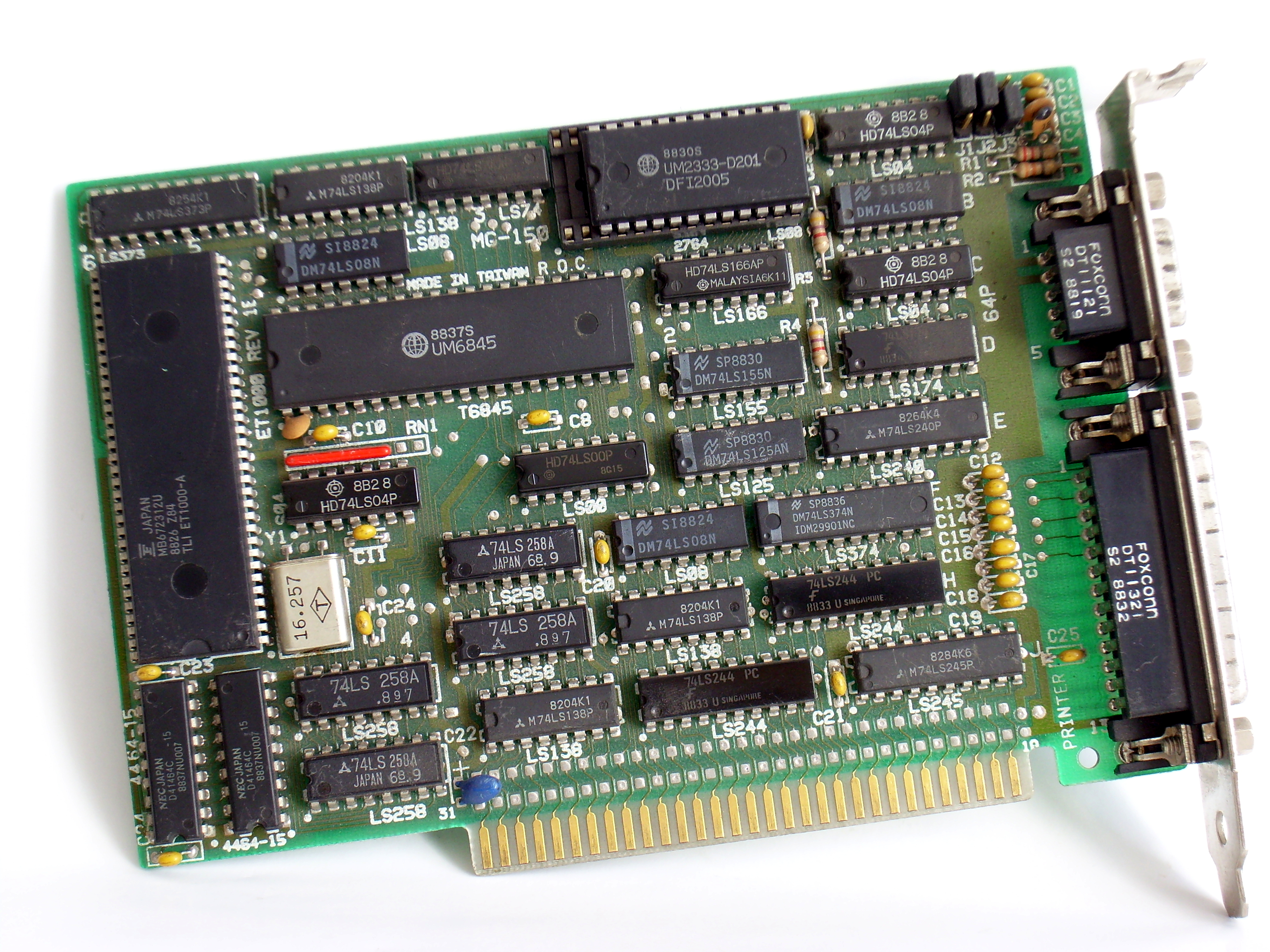
ET1000 DFI MG-150 ISA

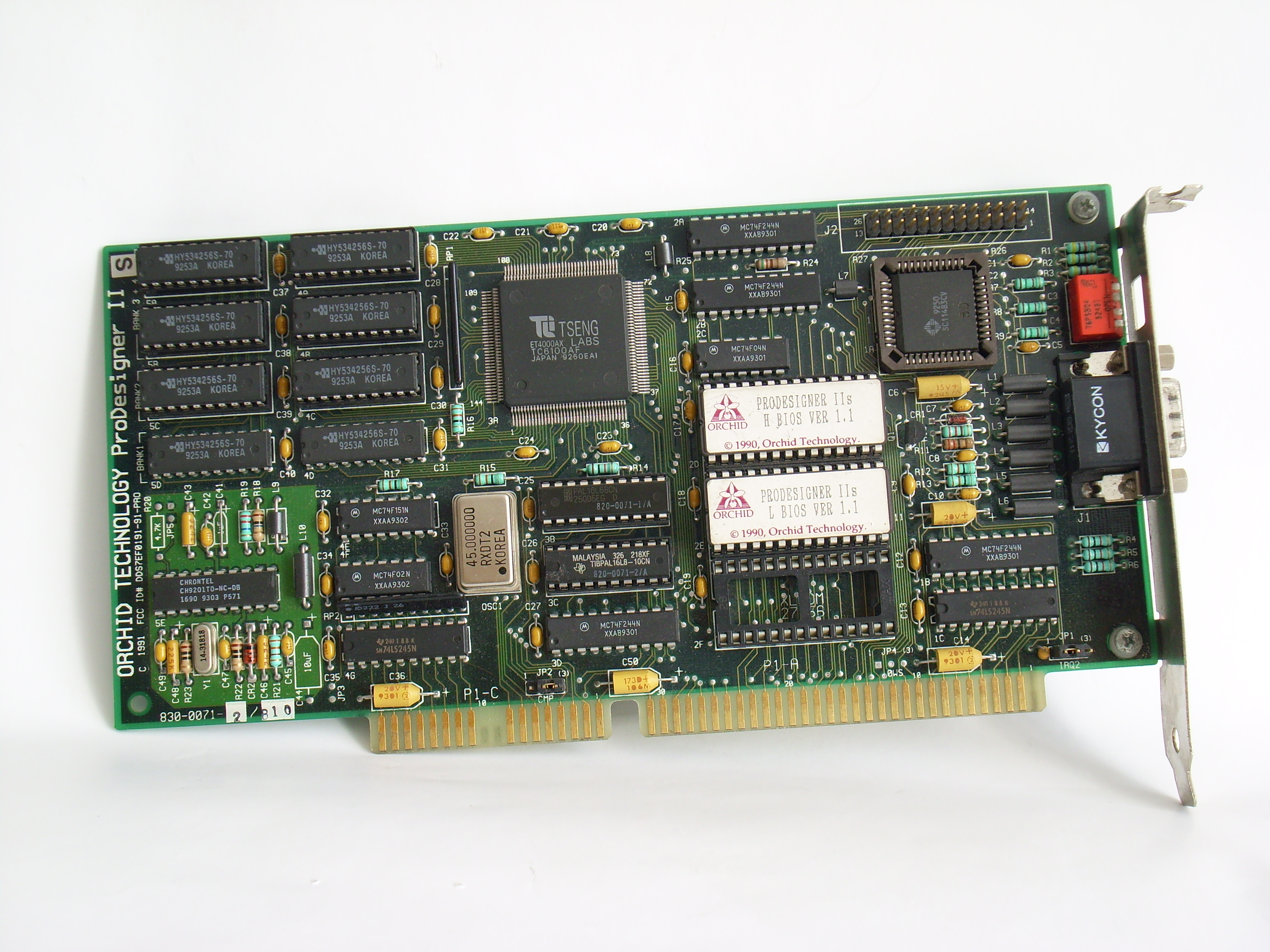
ET4000AX ISA

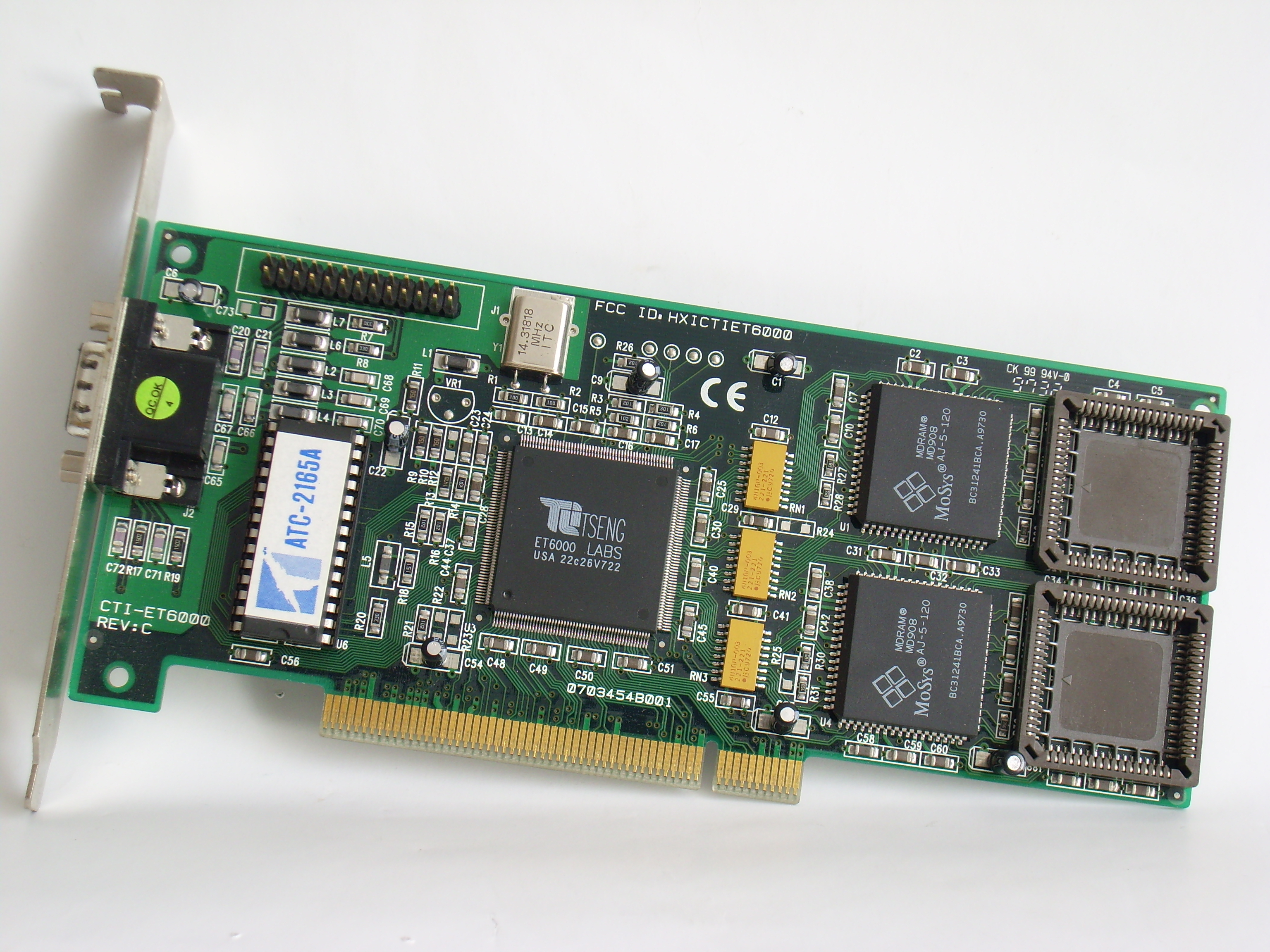
ET6000 PCI

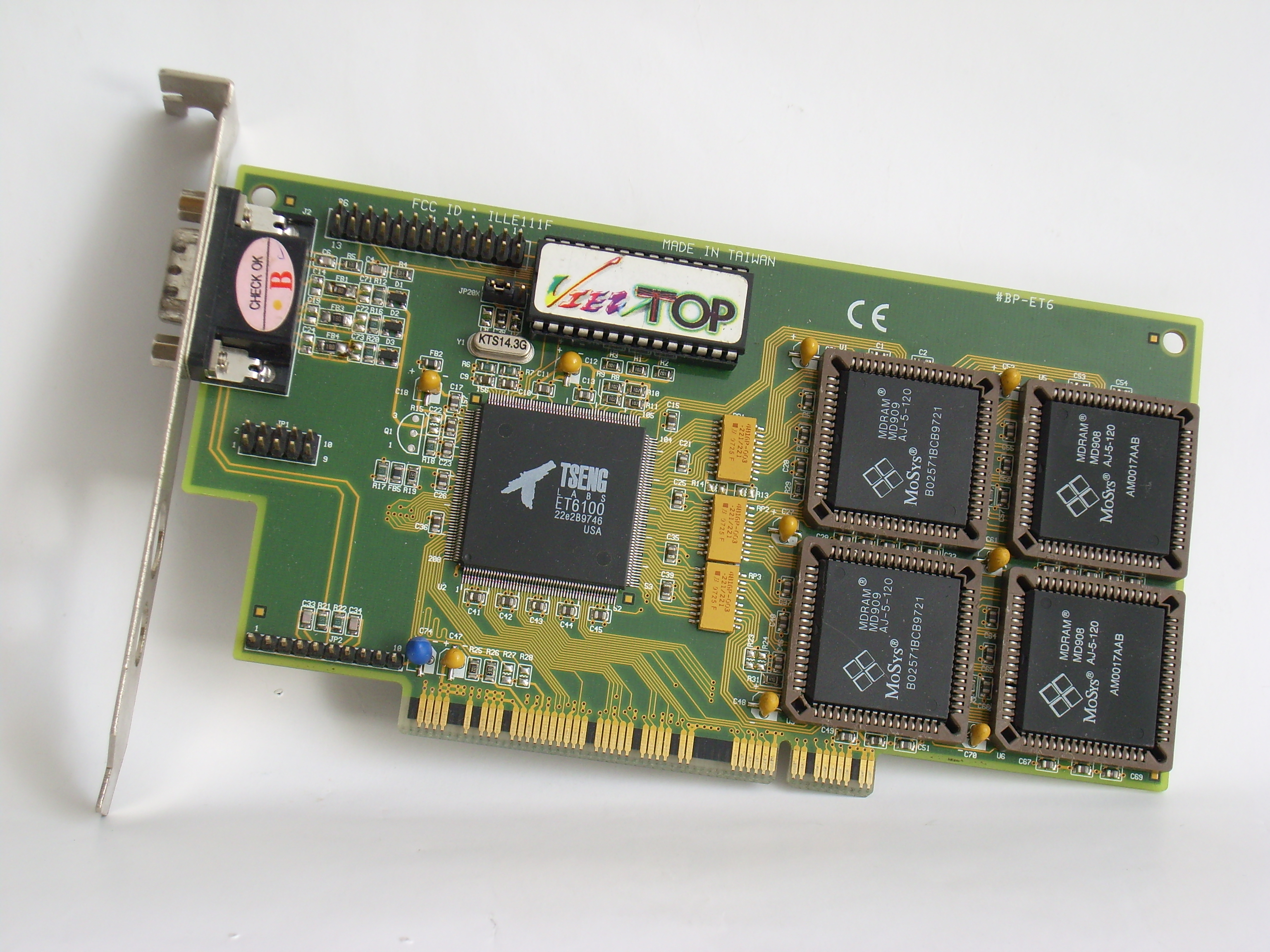
ET6100 PCI

Tseng Laboratories, Inc.(Tseng LabsやTLIとしても知られる)はかつて存在したグラフィックチップとPC/AT互換機用のコントローラのメーカーである。1983年、アメリカ合衆国ペンシルベニア州バックス郡ニュータウンにJack H-N Tsengによって設立された。
Tseng Labsの最初の製品はPC/AT互換機でCP/Mを動かすためにデザインされた製品だった。この製品のOEM契約がキャンセルされると、Tseng Labsは132桁×44行のテキスト表示を含むグラフィックとI/OやEMS方式の拡張メモリーを搭載する多機能のグラフィックカードUltraPakを発売した。 UltraPakが独自の132桁テキスト表示に加えてMDA及びHGCとの互換性を有していたことは、後にTseng Labsがグラフィックチップに注力することの前兆となっていた。これらの拡張されたテキストモードはニッチな需要があり、Tseng Labsは成功を収めた。Ultrapakは132桁のメインフレーム用端末エミュレータとしてもPCが使用される企業において人気があった。UltraPakからグラフィック以外の機能を取り除いたUltraPak Shortはもっともよく売れたMDA/HGC互換カードとして報告されているDFI MG-150の原型である。
その後のTseng Labs製品も単なるIBM互換製品以上のものであり続けた。CGA互換製品のColorPakは400ラインの「高解像度」グラフィックスを1985年に実現した。1986年の製品であるEVA及びEVA/480はグラフィックチップメーカーがIBMのレジスタセットを拡張した最初の例として記録されている。EVAシリーズはIBM EGAよりも130ライン多い640x480ピクセルのグラフィック表示が可能な上、ウィンドウイング、パン、ズームのハードウェアアクセラレーション機能のような先進的な機能も搭載していた。
Tseng Labsはグラフィックカードのリテール販売からグラフィックチップのOEM販売へと転換を行った。Tseng LabsのVGAコントローラはCompaq、Dell、IBM、NEC、STB Systems、Diamond Multimediaやいくつかの台湾の周辺機器メーカーのような著名なシステムやカードのメーカーの製品に搭載されているのが確認できる。
Tseng Labsのもっともよく知られている製品は1990年から1995年(Microsoft Windows 3.xの時代)に高い人気があったTseng Labs ET3000、Tseng Labs ET4000、Tseng Labs ET6000 VGA互換グラフィックチップである。ET4000シリーズは従来のDRAMフレームバッファであったにもかかわらず珍しく高速なホストインターフェース(ISA)スループットを実現していたことは特筆すべきことである。
1990年代半ばにはTseng LabsはS3 GraphicsやATI Technologiesにシェアを奪われた。

製品へのRAMDACの統合は特に遅れており、ET6000まで達成されることはなかった。ET4000の販売期間後期にはRAMDACが内蔵されていないことによりTseng Labsの競争力は著しく落ちていた。
近代的な内蔵3Dエンジン(ET6300)の開発を完了するための資金が不足していたため、役員会は次世代製品の発売を取りやめ、現金を温存し、売却先を探すことを選択した。
この戦略の結果、1997年12月にTseng Labsの技術者とグラフィックス技術はATI(現在はAMDの一部門)に買収された。経営陣は現金の残りと売却による利益を新興企業への投資に使うことを決め、1998年にTseng Labsは製薬会社のCell Pathwaysと合併した。